# Haymo Empl

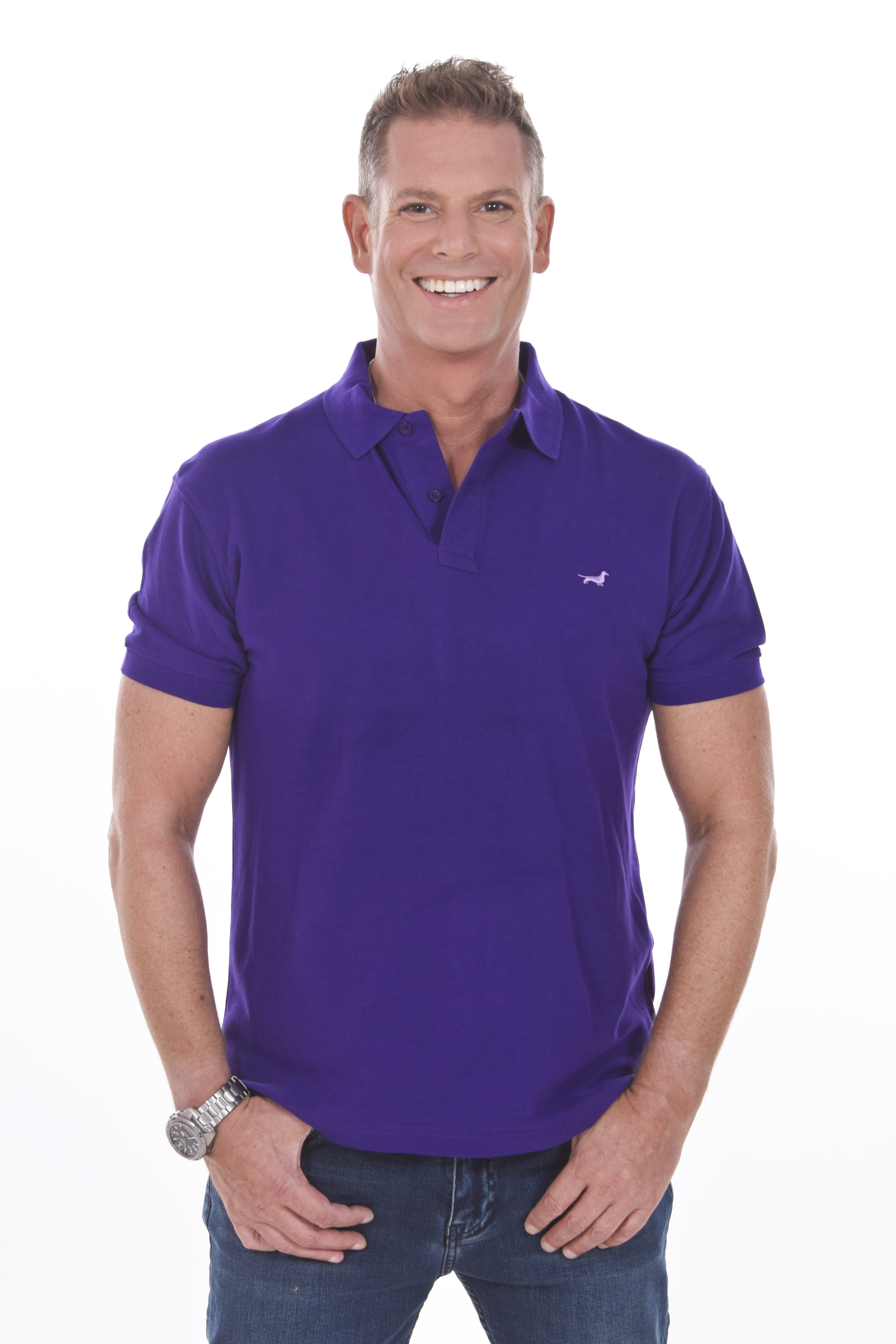
Haymo Empl (2018)

Haymo Empl, eigentlich Heimo Peter Empl jun., (* 1971 in Winterthur) ist ein Schweizer Schriftsteller und Moderator.

## Leben
Haymo Empl ist der Sohn des CVP-Politikers und Grossen Gemeinderates Haymo Empl sen. von Winterthur. Empl arbeitete als Radio- und Fernsehmoderator und Redakteur u. a. beim Privatsender Star TV. Daneben ist er Romanautor. Bereits mit seinem Erstlingswerk Milzbrand schrieb er einen Bestseller, auf den die Bücher Atilla und Belladonna folgten. Auf der Frankfurter Buchmesse sorgte er für Empörung, als er mit Attrappen hantierte, die für Milzbranderreger gehalten werden konnten. Seine Bücher sind satirische, gesellschaftskritische Kriminalromane, die er u. a. im deutschen Fernsehen vorstellte. Empl sorgte immer wieder für Skandale, so auch 2002 im Verlauf einer Moderation im Zürcher High-Society-Club und FIFA-Restaurant "Sonnenberg" mit den Gästen Sir Peter Ustinov, Bestsellerautorin Gaby Hauptmann und dem indischen Botschafter Niranjan N. Desai; Empl bat das Publikum angeblich mit folgenden Worten um Aufmerksamkeit: "Alle Damen, welche hier im Publikum kein Silikon oder Botox im Gesicht haben … dürfen weiterplaudern. Der Rest … schweige."
Empl arbeitete von 2006 bis 2009 regelmäßig als Journalist für den Tages-Anzeiger und sporadisch für die Boulevardzeitung "Blick", von 2009 bis 2010 führte Empl als Moderationsleiter beim Schaffhauser Lokalradiosender Radio Munot das Formatradio ein. Von 2014 bis 2022 war Haymo Empl freischaffender Mitarbeiter der Neuen Zuger Zeitung und hat dort Ressort Kultur geschrieben.
Haymo Empl lebt in Zürich. Seine Schwester Tina Wintle-Empl (* 1974 in Winterthur) arbeitete 15 Jahre als Redakteurin und Moderatorin unter anderem beim Radiosender Radio 24 und war bis Januar 2011 für die «Glarner Woche» tätig. Sie veröffentlichte verschiedene Texte über das Reisen oder Fussball und ist seit 2014 Redaktionsleiterin der Glarner Woche.
Haymo Empls Bruder Andreas (* 1979 in Winterthur) ist Fotograf und Videokünstler. Alle drei Geschwister arbeiten auch unter diversen Pseudonymen. Seit Herbst 2018 ist Haymo Empl regelmäßig als Home-Shopping-TV-Moderator für "Premium Shopping" und ist auf 3+, 4+, 5+ und S1 zu sehen.
Seit Frühling 2022 arbeitet Haymo Empl als erster CH-Moderator im deutschen Teleshopping auf ShopLC in Düsseldorf. Ein auf Schmuck spezialisierter Shoppingkanal, welcher zur indischen Vaibhav Global Group gehört.

## Werke
- Milzbrand (2001) ISBN 3-86187-324-9
- Attila (2002) ISBN 3-86187-238-2
- Belladonna (2003) ISBN 3-934763-15-4
- Tödliche Intrigen (2022) ISBN 978-3-9524753-4-8